# Malte Erichs

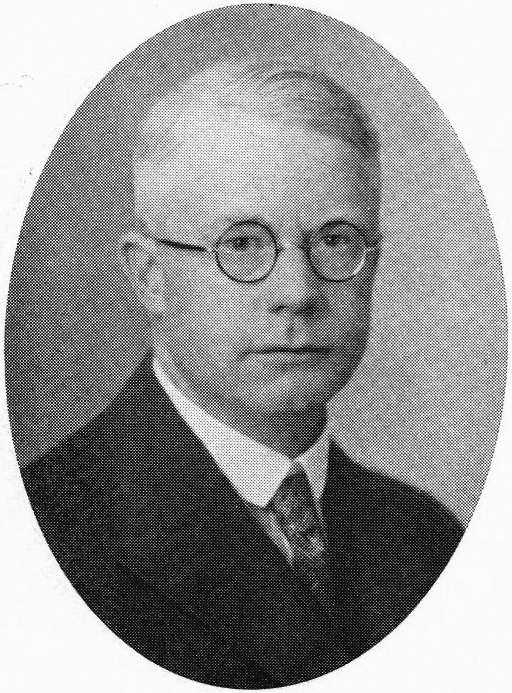
Malte Erichs

Malte Harald Erichs, född 28 mars 1888 i Breds församling, Uppsala län, död 3 maj 1966 i Huskvarna, var en svensk arkitekt. Han var far till Sverker Erichs.
Efter mogenhetsexamen vid Norra Real i Stockholm 1907 utexaminerades Erichs från Kungliga Tekniska högskolan 1911 och från Kungliga Konsthögskolan 1914. Han var anställd hos Isak Gustaf Clason och Torben Grut, överlärare vid Tekniska skolan i Stockholm 1916–17, anställd vid Göteborgs stadsingenjörskontor 1917–20, praktiserande arkitekt i Göteborg 1920–27, arkitekt i Byggnadsstyrelsen 1927, på Byggnadsstyrelsens stadsplanebyrå 1927–28, länsarkitekt i Jönköpings och Östergötlands län 1928–38 samt (efter distriktets uppdelning) länsarkitekt i Jönköpings län 1938–53.

## Verk i urval
- Radhus i Landala Egnahem, Göteborg, 1921
- Järntorgsbiografen, Göteborg, 1922
- Blå hangaren, Torslanda flygfält, Göteborg, 1923
- Om- och tillbyggnad av Gislaveds kyrka, 1935
- Lantmäterikontoret, Skolgatan/Hamngatan, Jönköping, 1935
- Ombyggnad av Ämbetsbyggnaden vid Göta hovrätt, Jönköping, omkring 1948

## Bilder

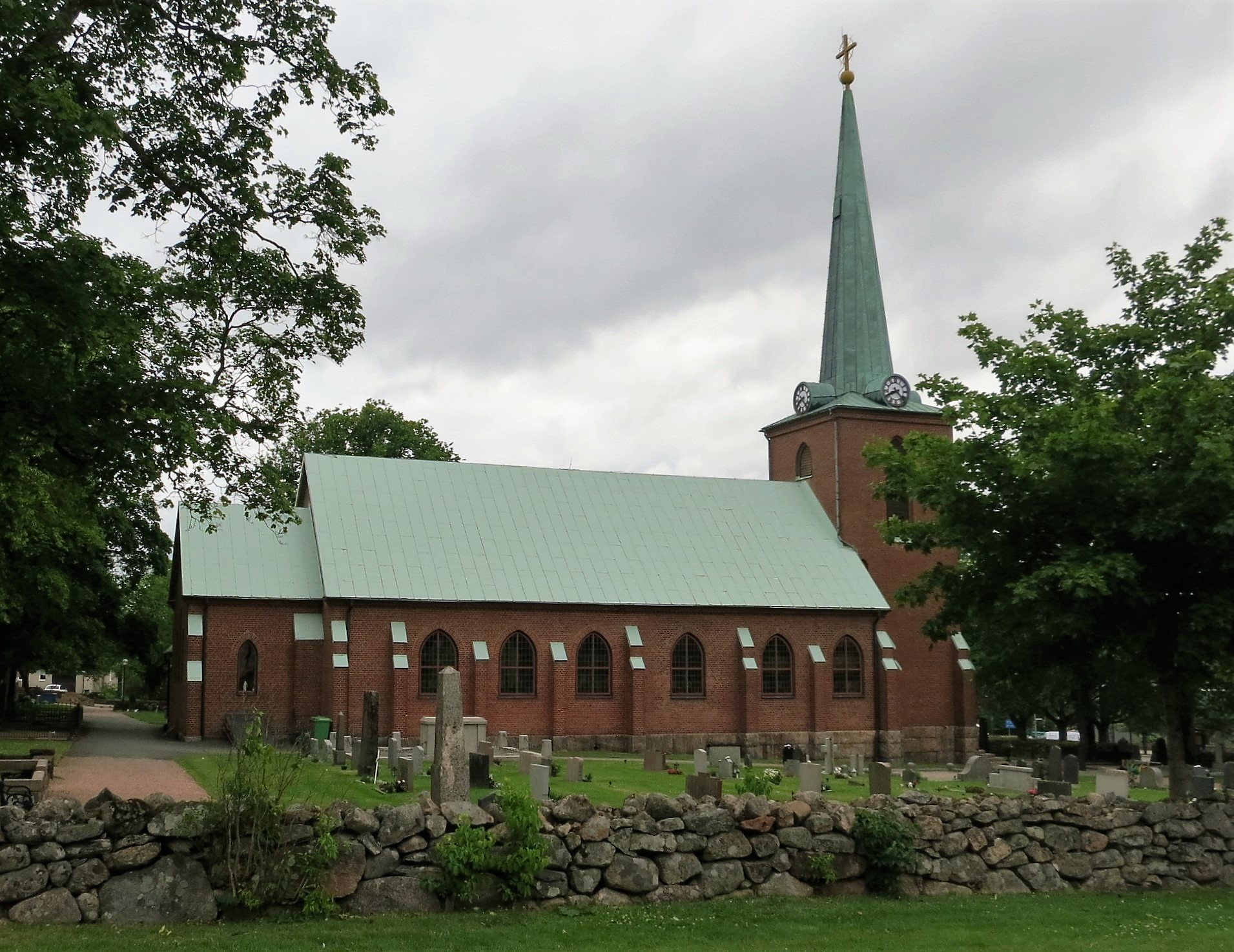
Gislaveds kyrka
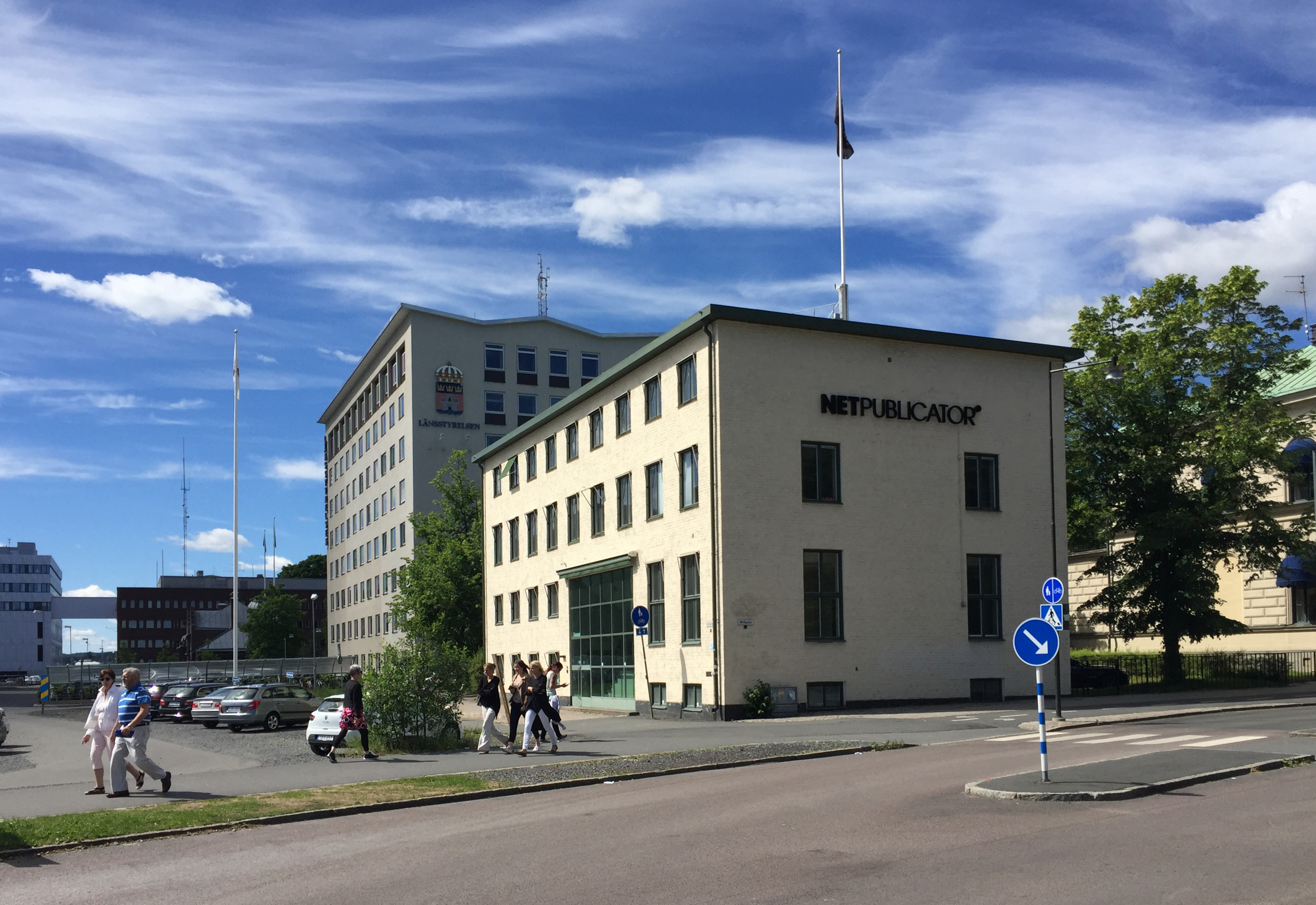
Lantmäterikontoret i Jönköping
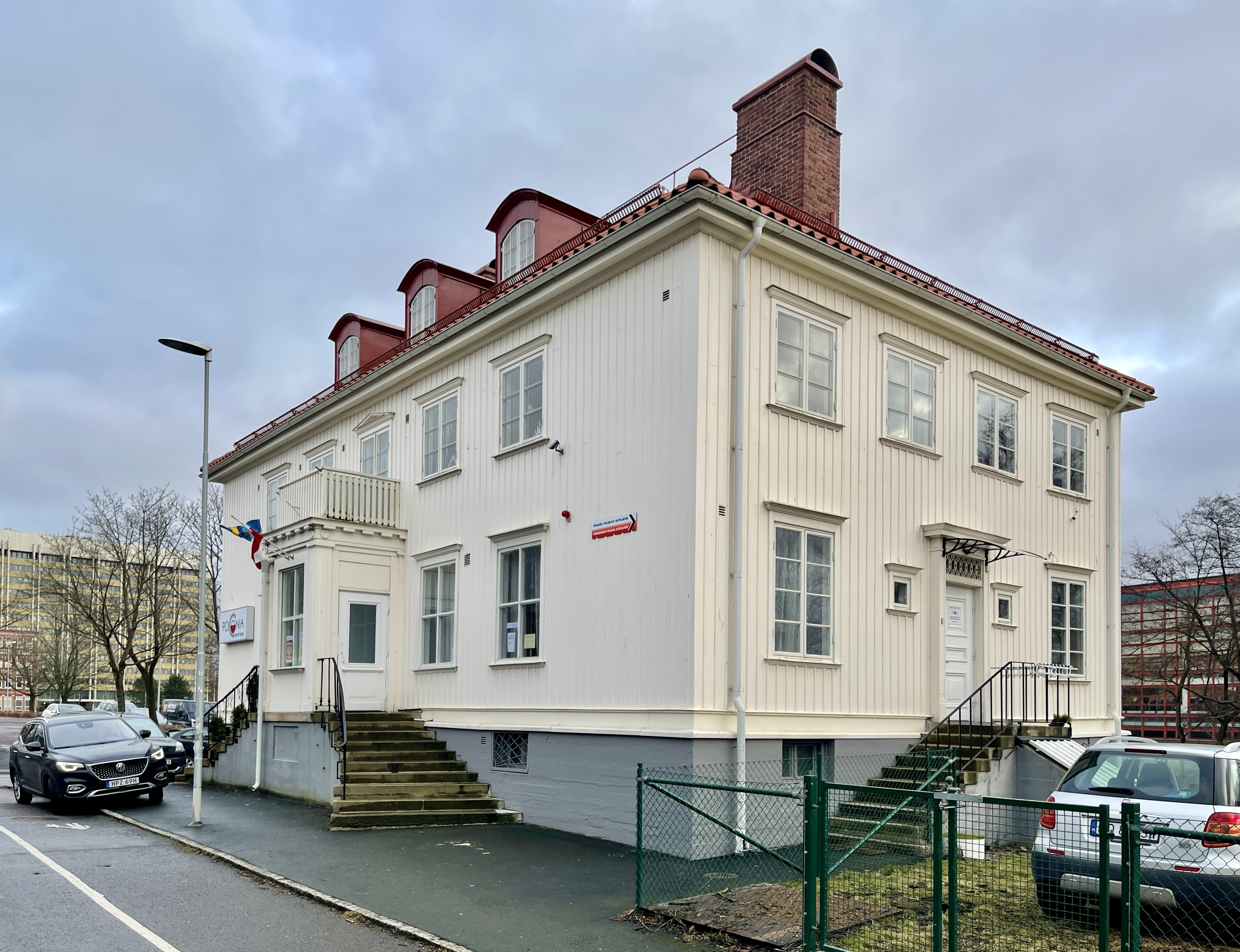
Apoteket Måsen, Göteborg
Pustervikshuset och Järntorgsbiografen